# Лейтон Хаус (команда Формулы-1)
Leyton House — японская команда Формулы-1.

## История
«Leyton House» занимался возведением и торговлей недвижимостью, владел ресторанами, магазинами, спортивными центрами. Владел ею корейский бизнесмен Акира Акаги из Японии. В 1986 году он оказывал поддержку одной из команд Формулы 3000. В этом году победителем международного чемпионата Формулы-3000 Стал Иван Капелли. 
Дебютный сезон March, в котором за команду выступал только Капелли, принес всего одно очко на Гран-при Монако. Затем к проектированию шасси был привлечён молодой инженер Эдриан Ньюи. В команду был приглашён Маурисио Гужельмин, и вместе с Капелли в сезоне 1988 года они завоевали шестое место в Кубке конструкторов. На Гран-при Бельгии Капелли финишировал третьим, а в Португалии смог опередить McLaren Айртона Сенны и стать вторым. Следующий сезон Гужельмин начал с третьего места в Рио, но низкая надёжность моторов Judd привела к тому, что в 1989 году пилоты March лишь раз финишировали в полном составе. Акаги за 6 миллионов долларов выкупил все гоночное подразделение March, включая производственный отдел, где собиралась техника для других категорий. В 1990 году Капелли и Гужельмин выступали уже за Leyton House Racing. Примерно в то же время Ньюи ушёл в Williams, его заменил Густав Брюннер. В Мексике оба гонщика не прошли в 107 % в квалификации, а на следующем этапе во Франции поднимались по ходу гонки на первое и второе места. Но Гужельмин сошёл из-за очередной поломки мотора, а у Капелли стало барахлить зажигание — и на предпоследнем круге он пропустил Ferrari Алена Проста. Leyton House занял седьмое место в Кубке конструкторов с таким же числом очков.
Годом позже двигатели Judd были заменены на Ilmor, но поломки продолжались. За весь сезон Капелли набрал лишь одно очко в Венгрии. Летом после ипотечного кризиса в США у Акаги возникли проблемы с законом.
Акаги скончался 3 августа 2018.

## Результаты в гонках
| Легенда к таблице |                                                                    |
| --- | ------------------------------------------------------------------ |
| В таблице перечислены результаты всех Гран-при Формулы-1, в которых принимала участие команда. Строками таблицы являются сезоны, столбцами — этапы чемпионата мира. В каждой клетке указаны сокращённое название этапа и результаты гонщиков команды, дополнительно обозначенные цветом. Расшифровка обозначений и цветов представлена в нижеследующей таблице. |                                                                    |
| \| Пример \| Описание \| \| ------------ \| ------------------------------------------------------------------ \| \| 1 \| Победитель \| \| 2 \| Второе место \| \| 3 \| Третье место \| \| 5 \| Финишировал, заработав очки \| \| Сход \| Не финишировал, но при этом заработал очки \| \| 12 \| Финишировал, не получив очков \| \| НКЛ \| Финишировал, но не попал в финальную классификацию \| \| 15 \| Участвовал вне зачёта, либо по отдельной классификации \| \| 18 \| Не финишировал, но попал в финальную классификацию \| \| Сход \| Не финишировал \| \| НКВ \| Не прошёл квалификацию \| \| НПКВ \| Не прошёл предквалификацию \| \| ДСК \| Дисквалифицирован \| \| ИСК \| Исключён из протокола соревнований \| \| ТТ \| Заявлен для участия только в тренировках \| \| НС \| Участвовал в квалификации, но не стартовал в гонке \| \| Т \| Травмирован или болен \| \| ОТК \| Отказ от участия \| \| НТР \| Прибыл на соревнования, но на трассу не выезжал \| \| НПР \| Был заявлен в числе участников, но не прибыл к началу соревнований \| \| О \| Соревнования отменены \| \| \| Не участвовал \| \| Поул-позиция \| \| \| Быстрый круг \| \| |                                                                    |
| Пример | Описание                                                           |
| 1 | Победитель                                                         |
| 2 | Второе место                                                       |
| 3 | Третье место                                                       |
| 5 | Финишировал, заработав очки                                        |
| Сход | Не финишировал, но при этом заработал очки                         |
| 12 | Финишировал, не получив очков                                      |
| НКЛ | Финишировал, но не попал в финальную классификацию                 |
| 15 | Участвовал вне зачёта, либо по отдельной классификации             |
| 18 | Не финишировал, но попал в финальную классификацию                 |
| Сход | Не финишировал                                                     |
| НКВ | Не прошёл квалификацию                                             |
| НПКВ | Не прошёл предквалификацию                                         |
| ДСК | Дисквалифицирован                                                  |
| ИСК | Исключён из протокола соревнований                                 |
| ТТ | Заявлен для участия только в тренировках                           |
| НС | Участвовал в квалификации, но не стартовал в гонке                 |
| Т | Травмирован или болен                                              |
| ОТК | Отказ от участия                                                   |
| НТР | Прибыл на соревнования, но на трассу не выезжал                    |
| НПР | Был заявлен в числе участников, но не прибыл к началу соревнований |
| О | Соревнования отменены                                              |
| | Не участвовал                                                      |
| Поул-позиция |                                                                    |
| Быстрый круг |                                                                    |

| Год  | Шасси | Двигатель          | Ш | Пилоты             | 1    | 2    | 3    | 4    | 5    | 6    | 7    | 8    | 9    | 10   | 11   | 12   | 13   | 14   | 15   | 16   | Место | Очки |
| ---- | ----- | ------------------ | - | ------------------ | ---- | ---- | ---- | ---- | ---- | ---- | ---- | ---- | ---- | ---- | ---- | ---- | ---- | ---- | ---- | ---- | ----- | ---- |
| 1990 | CG901 | Judd EV V8         | G |                    | США  | БРА  | САН  | МОН  | КАН  | МЕК  | ФРА  | ВЕЛ  | ГЕР  | ВЕН  | БЕЛ  | ИТА  | ПОР  | ИСП  | ЯПО  | АВС  | 7     | 7    |
| 1990 | CG901 | Judd EV V8         | G | Маурисио Гужельмин | 14   | НКВ  | Сход | НКВ  | НКВ  | НКВ  | Сход | НС   | Сход | 8    | 6    | Сход | 12   | 8    | Сход | Сход | 7     | 7    |
| 1990 | CG901 | Judd EV V8         | G | Иван Капелли       | Сход | НКВ  | Сход | Сход | 10   | НКВ  | 2    | Сход | 7    | Сход | 7    | Сход | Сход | Сход | Сход | Сход | 7     | 7    |
| 1991 | CG911 | Ilmor LH10 3.5 V10 | G |                    | США  | БРА  | САН  | МОН  | КАН  | МЕК  | ФРА  | ВЕЛ  | ГЕР  | ВЕН  | БЕЛ  | ИТА  | ПОР  | ИСП  | ЯПО  | АВС  | 12    | 1    |
| 1991 | CG911 | Ilmor LH10 3.5 V10 | G | Маурисио Гужельмин | Сход | Сход | 12   | Сход | Сход | Сход | 7    | Сход | Сход | 11   | Сход | 15   | 7    | 7    | 8    | 14   | 12    | 1    |
| 1991 | CG911 | Ilmor LH10 3.5 V10 | G | Иван Капелли       | Сход | Сход | Сход | Сход | Сход | Сход | Сход | Сход | Сход | 6    | Сход | 8    | 17   | Сход |      |      | 12    | 1    |
| 1991 | CG911 | Ilmor LH10 3.5 V10 | G | Карл Вендлингер    |      |      |      |      |      |      |      |      |      |      |      |      |      |      | Сход | 20   | 12    | 1    |